# There She Goes Again

"There She Goes Again" é uma canção da banda norte-americana de rock The Velvet Underground, aparece pela primeira vez no álbum de estreia de 1967, The Velvet Underground & Nico. O riff de guitarra foi retirado da música "Hitch Hike" do cantor de soul Marvin Gaye de 1962. O guitarrista Sterling Morrison declarou:
Metronomicamente, éramos uma banda bastante precisa. Se estivéssemos acelerando ou desacelerando, era proposital. Se você ouvir a pausa antes do solo em "There She Goes Again", ele fica mais lento – mais lento e mais lento. E então, quando volta para os "bye-bye-byes", é o dobro do tempo original, um tremendo salto para o dobro da velocidade.
Liricamente, a canção descreve uma prostituta prestando serviços sexuais a um homem. O verso "You better hit her" (É melhor você acertá-la) deduz uma possível prática BDSM, abordada também em outra canção do álbum, "Venus in Furs".

## Ficha técnica
The Velvet Underground
- Lou Reed – vocais, guitarra
- John Cale – baixo, vocais de apoio
- Sterling Morrison – guitarra, vocais de apoio
- Maureen Tucker – percussão

Produção
- Andy Warhol – produtor

## Versõescover
Outros artistas regravaram a música, incluindo R.E.M., que a gravou como lado B em seu single "Radio Free Europe" de 1983. Também foi incluída como faixa bônus no relançamento de 1993 do álbum Murmur.